# Frank Castleman
Frank Riley Castleman (ur. 17 marca 1877 w Tracy Creek w stanie Nowy Jork, zm. 9 października 1946 w Columbus w Ohio) – amerykański lekkoatleta sprinter i płotkarz, medalista olimpijski z Saint Louis z 1904.
Na igrzyskach olimpijskich w 1904 w Saint Louis Castleman startował w czterech konkurencjach. Najlepszy rezultat osiągnął w biegu na 200 metrów przez płotki, w którym zajął 2. miejsce za swym rodakiem Harrym Hillmanem. Castleman był czwarty w finale biegu na 110 metrów przez płotki oraz szósty w biegu na 60 metrów. W biegu na 100 metrów odpadł w eliminacjach.
Był mistrzem Stanów Zjednoczonych (AAU) w biegu na 120 jardów przez płotki w 1904 oraz akademickim mistrzem USA (IC4A) na 220 jardów przez płotki w 1905 i 1906. Trzykrotnie zdobywał wicemistrzostwo IC4A na 120 jardów przez płotki w latach 1904-1906. Był także czołowym zawodnikiem futbolu akademickiego w drużynie Colgate Raiders.
W latach 1906–1907 był trenerem zespołu futbolu akademickiego Colorado Buffaloes na University of Colorado, a w 1907-1912 trenował drużynę koszykówki tej samej uczelni. W 1912 został trenerem lekkoatletycznym w Uniwersytecie Stanu Ohio oraz wykładowcą wychowania fizycznego na tej uczelni. Otrzymał na niej doktorat w 1921.
W 1900 ustanowił rekord życiowy w biegu przez płotki na dystansie 110 m wynikiem 15,8 s.